# Šídlo luční
Šídlo luční (Brachytron pratense) je druh vážky z podřádu šídel. Je to jediná vážka z rodu Brachytron.

## Popis
Tělo šídla má délku 54-60 mm. Na bocích hrudi je zbarvené žlutozeleně se třemi černými pruhy. Svrchu předohrudi má sameček 2 žlutozelené pruhy na hnědém podkladu, samička je zde jen hnědá. Hruď je celá ochlupená. Křídla jsou čirá, jen u dospělé samičky mohou být slabě žlutavé. Plamka je hnědá, velmi dlouhá (asi 4 mm) a úzká. Nohy mají černé. Samičky mají tlustší zadeček, který je celý ochlupený. Zbarvený je černě se žlutými skvrnami u samičky a modrými u samečka.
Nymfy dosahují velikosti až 38 mm.

## Výskyt
Vyskytuje se ve střední, východní, západní a části severní Evropy. Na jihu Evropy se vyskytuje už jen nepravidelně a ostrůvkovitě. V Česku se objevuje jen řídce, v nížinách. Je zapsaná v červeném seznamu ohrožených druhů bezobratlých v ČR jako druh zranitelný.

## Způsob života
Nymfy žijí pod plovoucí mrtvou vegetací ve stojatých nebo pomalu tekoucích vodách. Ve vodě se vyvíjí 3 roky. Dospělci létají v Česku od začátku května do poloviny srpna. Létají pomalu a klikatě, často se vzdaluji velmi daleko od vody do krajiny.